# Laguna Park
Laguna Park est une census-designated place située dans le comté de Bosque, dans l’État du Texas, aux États-Unis. Sa population s’élevait à 1 276 habitants lors du recensement de 2010.